# Culex bougainvillensis
Culex bougainvillensis är en tvåvingeart som beskrevs av Wallace A. Steffan 1979. Culex bougainvillensis ingår i släktet Culex och familjen stickmyggor. Inga underarter finns listade i Catalogue of Life.